# Stazione di Carlton
La stazione di Carlton è una stazione ferroviaria che serve il sobborgo Carlton di Sydney, posta sulla linea Periferia Orientale e Illawarra. Attualmente è gestita dalla Transport Asset Holding Entity e vi opera Sydney Trains, con i servizi della linea T4.

## Storia
La stazione di Carlton fu inaugurata nel 1889, e aveva due banchine. Con il raddoppio della linea nel 1925, venne aggiunta una seconda banchina ad isola. È attualmente composta da due banchine a isola.
Nel 2008 la stazione fu ammodernata con l'installazione di ascensori per i passeggeri.

## Strutture e impianti
La stazione è servita da 4 binari, raggiungibili tramite due banchine ad isola.

## Movimento
Nel 2023 la stazione ha avuto 3.658 passeggeri al giorno, 1.335.090 durante tutto l'anno.

## Interscambi
La stazione ferroviaria di Carlton è servita da due linee NightRide (rete di bus notturni di Sydney):
- N10 dalla stazione di Sutherland alla stazione di Town Hall
- N11 dalla stazione di Cronulla alla stazione di Town Hall